# Lee Da-bin
Dans ce nom coréen, le nom de famille, Lee, précède le nom personnel Da-bin.
Pour les articles homonymes, voir Lee.
Lee Da-bin, née le 7 décembre 1996, est une taekwondoïste sud-coréenne, championne du monde des poids moyens en 2019.

## Biographie
Membre de l'équipe sud-coréenne lors des Jeux asiatiques, elle remporte l'or en -62 kg en 2014 puis de nouveau l'or en 2018 en -67 kg cette fois.
En 2019, elle devient championne des poids moyens lors des Championnats du monde de taekwondo 2019 à Manchester.
Elle remporte l'argent aux Jeux olympiques de Tokyo en 2021 ainsi qu'aux Championnats du monde de taekwondo 2022 à Guadalajara.